# Talpini
Talpini är en släktgrupp (tribus) i familjen mullvadsdjur med cirka 20 arter fördelade på fem släkten.
Släkten och antal arter enligt Wilson & Reeder (2005):
- Euroscaptor, 6 arter.
- Mogera, 5 arter.
- Parascaptor, en art.
- Scaptochirus, en art.
- Mullvadar (Talpa), 9 arter